# HyperChem
HyperChemは、カナダに拠点を置くHypercube社によって開発されている統合分子モデリング、分子シミュレーション、計算化学プログラムである。

## 概要
Hypercube社は創設者のNeil S. Ostlundによって1985年に設立された。当時、Ostlundはカナダ、オントリオにあるウォータルー大学コンピュータサイエンス学部コンピュータアーキテクチャ研究所所長を兼任していたが、その後、Hypercube社CEOとして本格的にHyperChemの開発に乗り出した。インテルと協力し、初の商用高度並列コンピュータ、インテルiPSC Hypercubeコンピュータの開発に関わっており、Hypercube社の名前の由来となっている。
インテルとHypercube社はその後も商用iPSCコンピュータを用いた分子モデリングソフトウエア開発で協力関係を続け、特に、HyperChemリリース1は、トランスピュータの並列処理サブシステムからなるChemputerと呼ばれる分子モデリングインスツルメント上で動作するように開発された。現在のHyperChemのGUIを搭載した分子モデリング、分子シミュレーション機能の原型となるHyperChemリリース4、4.5は1994年ごろの製品であり、マイクロソフト社のWindows 95の登場を待って、HyperChemリリース5が開発された。HyperChemリリース5はWindowsアーキテクチャと極めて親和性が高く、インストーラーを除けば、現在のWindows 10でも問題なく動作するほどである。
HyperChemリリース5では、画面に平面構造を描画するだけで自動的に水素原子を付加し対称性を考慮して三次元化される、当時としては画期的なGUIが採用されただけでなく、当時開発されていた分子力学計算（MM）のほぼすべての力場、拡張ヒュッケル法、各種の半経験的分子軌道法や様々な基底関数を用いたハートリー・フォック法などの量子化学計算（QM）、分子動力学計算（QMとMMどちらも可能）、モンテカルロ法（QMとMMどちらも可能）、QM/MM計算、各種極小化アルゴリズムを網羅的に搭載し、誘電率（溶媒和条件）を様々に変更しながら分子モデリング、分子シミュレーション、計算化学が実施でき、核酸、タンパク質、糖質、ポリマービルダーを搭載し、QSAR、コンフォメーション探索（QMとMMどちらも可能）、NMR化学シフト予測など、現在の最新HyperChemの原型となるほぼすべての機能を搭載していた。
さらに、HyperChemの内部コマンドをC++、Fortranなどの言語を使って独自に拡張プログラムを開発できる開発者キットが用意されており、リリース6では富士通ポーランドなど、多くのサードパーティがHyperChem機能を応用したインターフェイスも開発された。日本国内では、辻一徳が本デベロッパーズキットを駆使して国産初のホモロジーモデリング機能を搭載する生体高分子システムモデリングソフト、生体高分子モデリングでGaussianの機能を高度に駆使できるインターフェイスや誘導適合効果まで取り扱えるドッキング、バーチャルスクリーニングソフトを開発している。
1997年に、Hypercube社は米国フロリダに拠点を移し、計算に使用できるメモリー容量を格段に上げ、摂動法や密度汎関数法を搭載したHyperChemリリース7、各種計算化学を最新バージョンに対応させ、OpenGL機能を搭載したリリース7.5、そして現在のリリース8を発表している。HyperChemリリース8の開発では辻一徳とOstlundが協力して製品版を完成させている。